# Ишхой-Лам
Ишхой-Лам — хребет на границе Ножай-Юртовского района Чечни и Гумбетовского района Дагестана. Высота над уровнем моря составляет 2249 метров. На северном склоне хребта берёт начало река Ярыксу.
Родовая гора тайпа Ишхой.